# Làm tình nơi công cộng

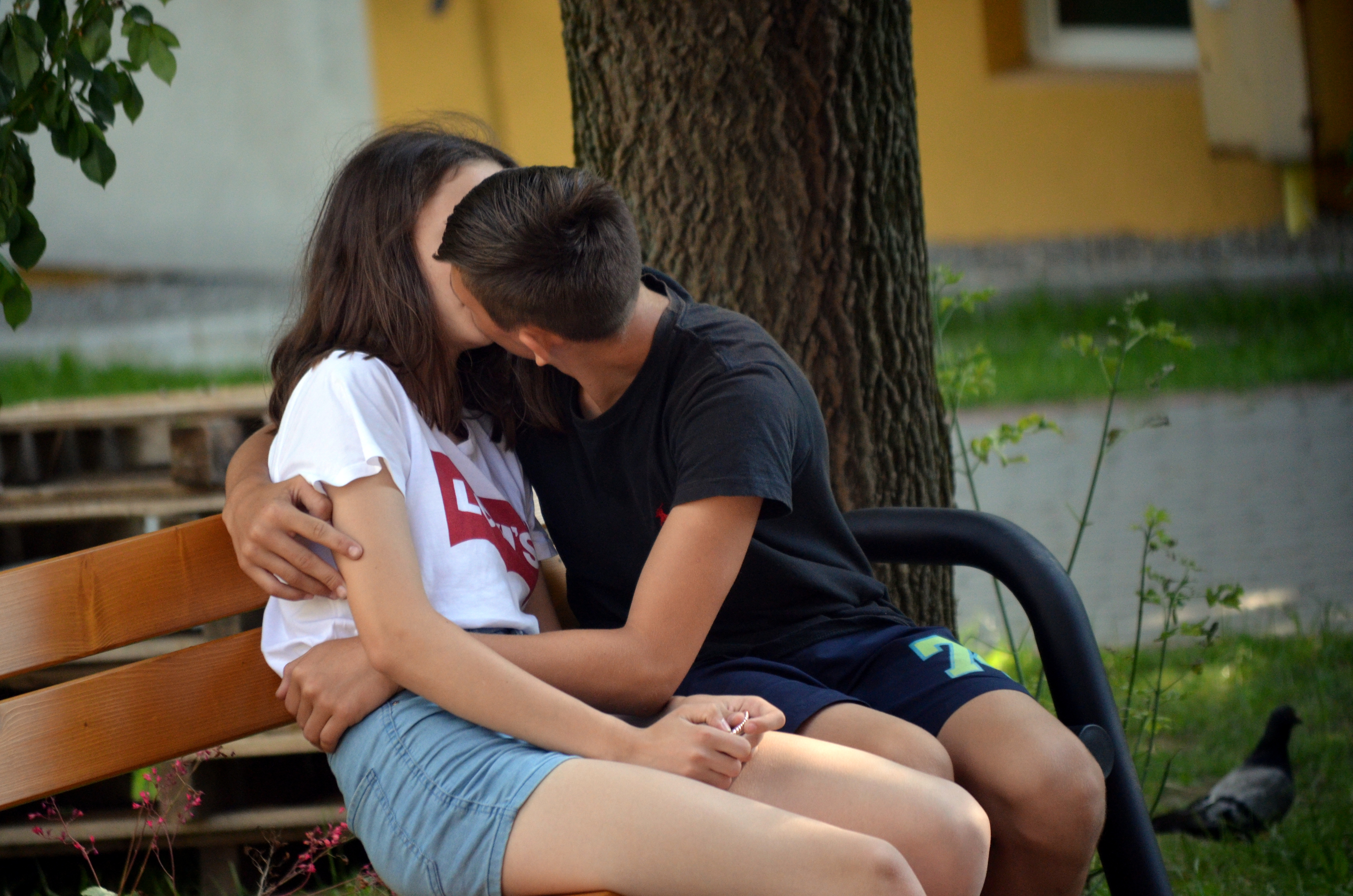
Các bạn trẻ hôn nhau trong công viên

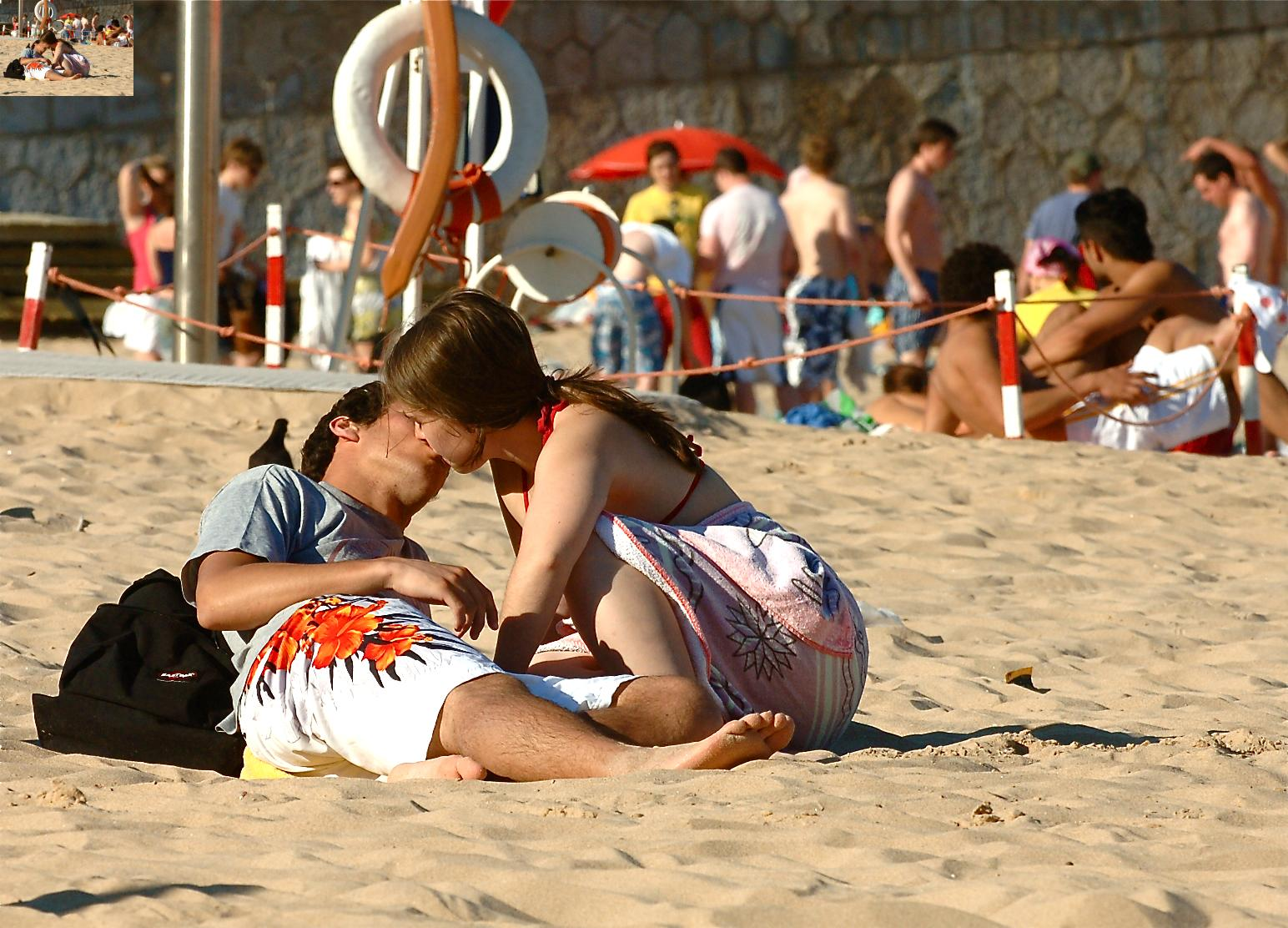
Cảnh hôn nhau công khai trên bãi biển

 Làm tình nơi công cộng là thuật ngữ chỉ những hành vi tình dục (từ giao cấu cho đến các hành vi kích dục ở các mức độ khác nhau) diễn ra tại những nơi công cộng hoặc bán công cộng một cách công khai hoặc bán công khai cho đến lén lút. Nó đề cập đến một hoặc nhiều người thực hiện hành vi tình dục ở nơi công cộng hoặc ở nơi riêng tư có thể được xem từ nơi công cộng. Một nơi riêng tư như vậy có thể là sân sau, chuồng cọp, ban công hoặc phòng ngủ với rèm cửa mở. Quan hệ tình dục công cộng cũng bao gồm các hành vi tình dục ở những nơi bán vé công cộng, nơi công chúng được tự do vào, chẳng hạn như trung tâm mua sắm.  Các hành vi tình dục công cộng có thể được thực hiện trong xe hơi (tạm gọi là "đỗ xe"), trên bãi biển, trong rừng, lâm viên, nhà hát, rạp chiếu phim, xe buýt, máy bay, đường phố, buồng vệ sinh hoặc nghĩa trang, bên cạnh các địa điểm khác. Theo một nghiên cứu lớn vào năm 2008, quan hệ tình dục ở nơi công cộng là một tưởng tượng phổ biến và một số lượng đáng kể các cặp vợ chồng hoặc cá nhân đã làm như vậy.

## Đặc điểm
Quan điểm xã hội về quan hệ tình dục công cộng khác nhau rất nhiều giữa các nền văn hóa khác nhau và thời điểm lịch sử cụ thể khác nhau. Có nhiều quy định đa dạng áp dụng đối với việc làm tình nơi công cộng. Trước sự phát triển của Internet, một số người đàn ông đồng tính gặp nhau ở nơi công cộng (công viên, nhà tắm công cộng và các khu vực bay khác) để quan hệ tình dục. Tại Anh, đã có sự gia tăng quan hệ tình dục ở nơi công cộng có thể do một cách tiếp cận thoải mái hơn với việc thực thi của pháp luật liên quan đến hành động này kể từ đầu những năm 1990.

## Trên thế giới

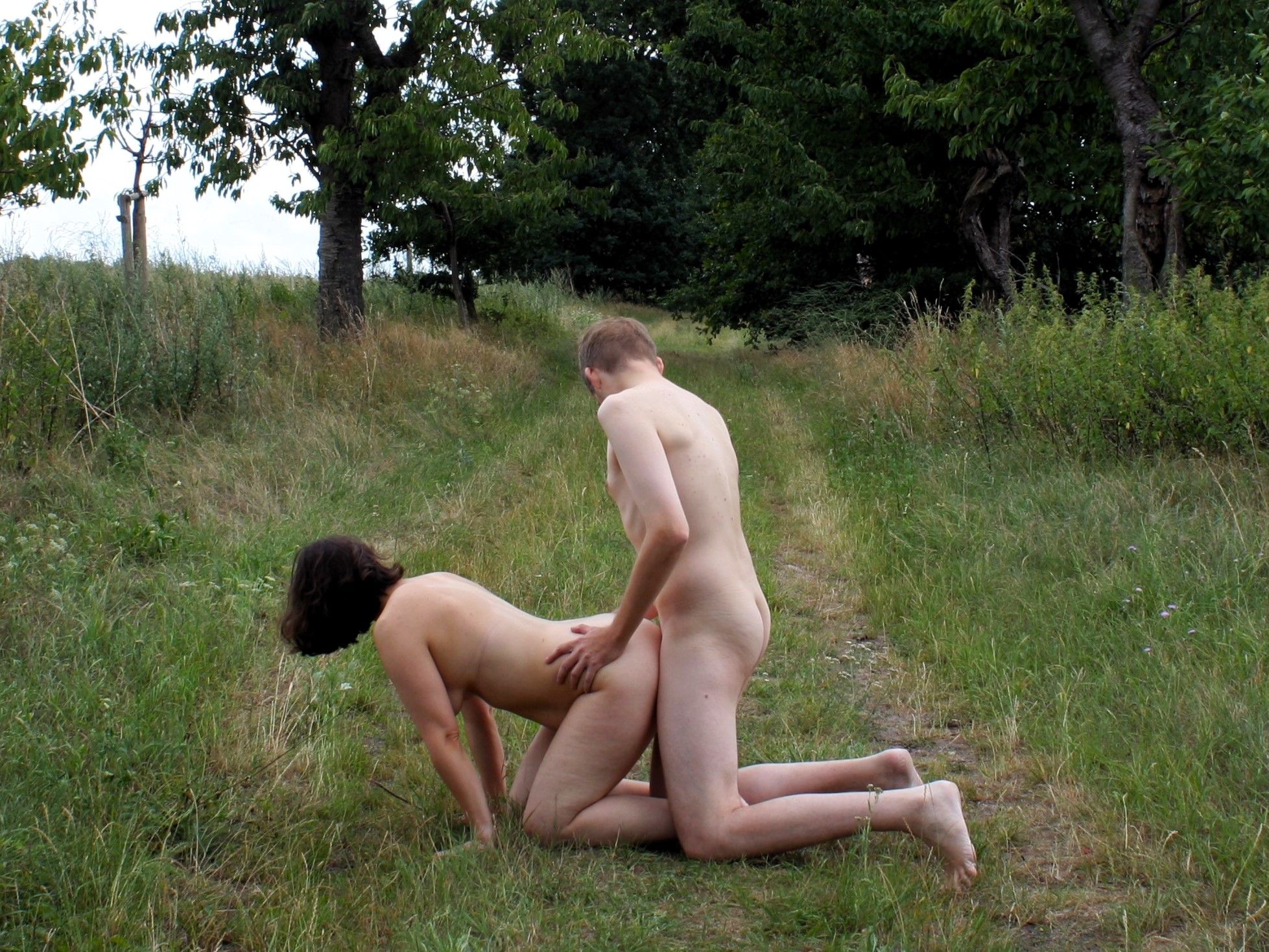
Làm tình nơi công cộng ở phương Tây

Theo một cuộc khảo sát thì người Na Uy đứng đầu thế giới về thú vui làm tình nơi công cộng. Trong khi đó dân Mỹ lại có vẻ dè dặt hơn với số người làm tình công khai gần như đứng cuối bảng. Cuộc khảo sát này thực hiện trên 6.600 người thuộc 20 quốc gia đã tìm thấy người Na Uy có xu hướng làm tình nơi công cộng nhiều hơn bất cứ quốc gia nào khác (66% cho biết đã từng làm những chuyện như vậy). Những nơi mà tình dục diễn ra bao gồm trong ôtô, tàu điện, máy bay, bãi biển, công viên, phòng thay đồ, văn phòng và thư viện. Người Úc đứng thứ hai với 64%, thứ 3 là Hy Lạp - 60%. Thuỵ Điển và Argentina cùng xếp thứ 4 với 55% và tiếp sau là người Đức, 47%. Đứng ở cuối bảng là Pháp - chỉ 13% cho biết đã từng làm tình một cách công khai. Nhiều hơn một chút là 15% ở Canada và 21% ở Mỹ.
Ở Scotland, cảnh sát được lệnh phải ngăn không để những kẻ làm tình nơi công cộng bị nhục mạ bằng lời hoặc bị đối xử tồi tệ., đặc biệt, có người cuồng tín ở ngôi làng tại Papua New Guinea, đã thuyết phục những người dân rằng, họ sẽ có vụ chuối bội thu nếu làm tình nơi công cộng, họ được hứa hẹn sản lượng chuối sẽ tăng lên gấp 10 lần khi họ quan hệ nơi công cộng. Ở Trung Quốc, có cặp nam nữ đã thực hiện hành vi tình dục công khai trắng trợn ngay ở tiệm Internet đông người. Có rất nhiều người theo đuổi lối sống "tự do Tây hóa" và lầm tưởng rằng tại các nước phương Tây có thể làm bất cứ điều gì bạn muốn, làm tình nơi công cộng là 1 ví dụ điển hình. Nhưng trên thực tế thì không như vậy bởi những nước như Tây Ban Nha, Hà Lan, Nhật Bản... cũng có những luật xử phạt hành vi làm tình nơi công cộng. Không thể lấy tự do cá nhân để biện minh cho hành vi ảnh hưởng ảnh hưởng xấu tới cộng đồng và trật tự xã hội, ảnh hưởng đến cuộc sống và công việc của người khác.

## Việt Nam
Ở Việt Nam, quan điểm hiện hành vẫn cho rằng, việc làm tình nơi công cộng được coi là không phù hợp với văn hóa và thuần phong, mỹ tục của người Việt, tạo ra hình ảnh phản cảm và là dấu hiệu của việc đi xuống về lối sống và nhận thức trong một bộ phận giới trẻ hiện nay, có trường hợp nam nữ học sinh còn làm tình ở cả nhà vệ sinh công cộng. Vào năm 1991, Chính phủ Việt Nam (lúc đó còn gọi là Hội đồng Bộ trưởng) có quy định xử phạt hành vi làm tình nơi công cộng với mức tiền từ 1.000 đồng đến 20.000 đồng, còn nếu vi phạm nhiều lần hoặc tái phạm thì có thể phạt đến 50.000 đồng. đến nay nghị định này đã hết hiệu lực do đó chưa có cơ sở pháp lý rõ ràng để xử phạt hành vi này.

## Hình ảnh

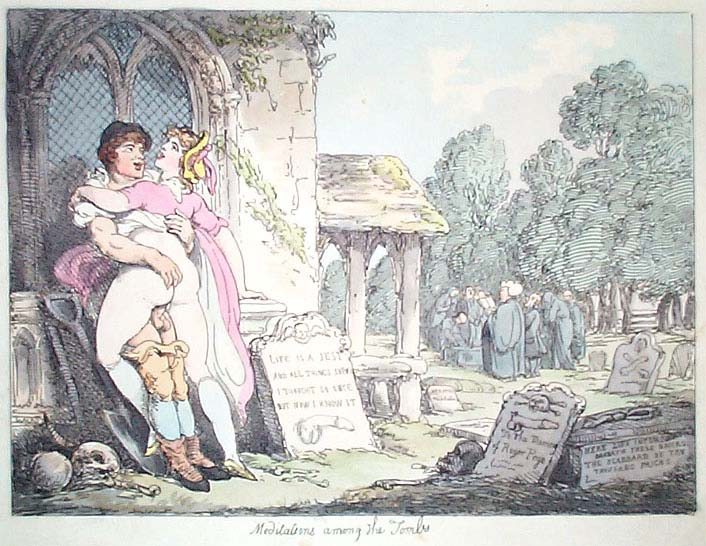
Tranh nghệ thuật về làm tình nơi công cộng
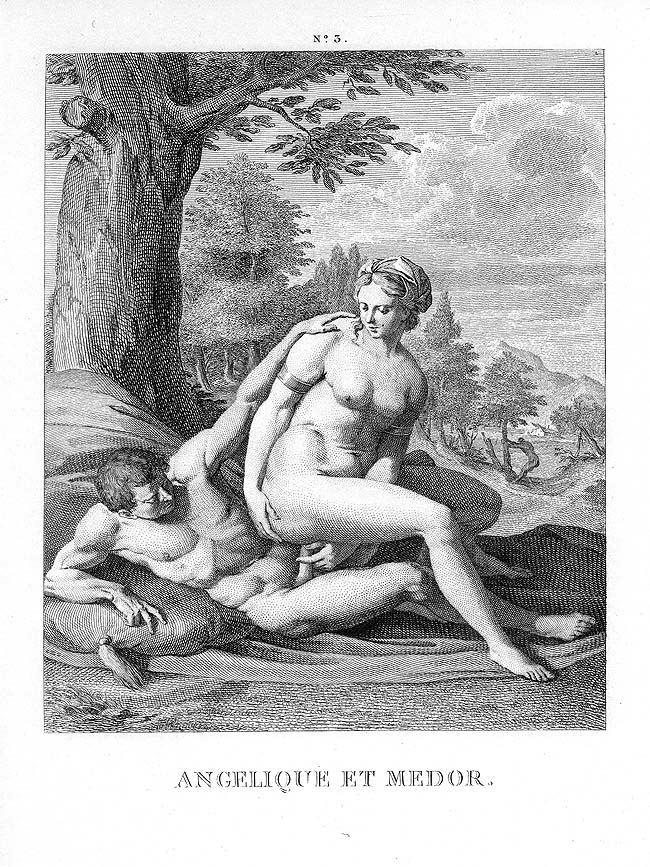
Carracci Angelique và Medor
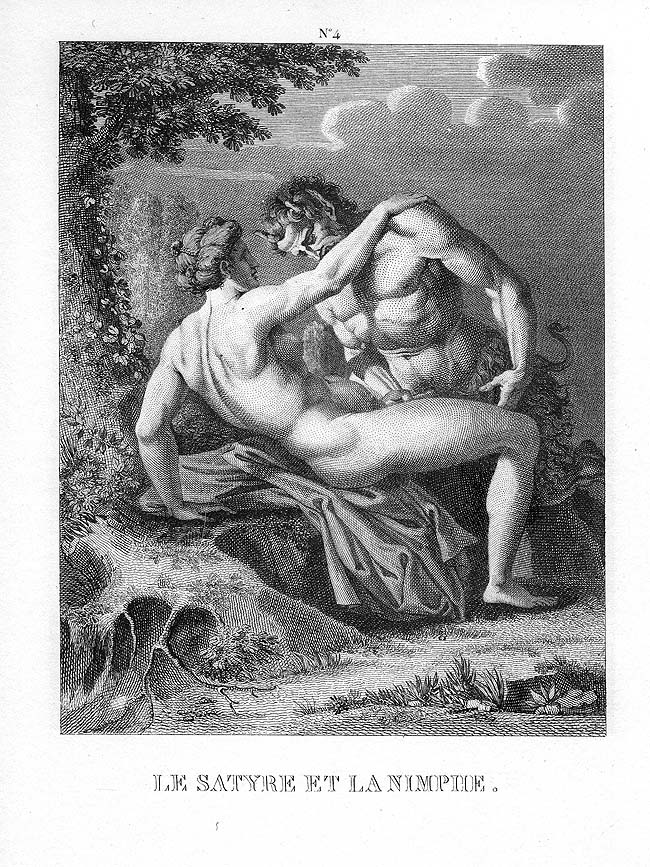
Bức tranh Satyr và Thần nữ của Agostino Carracci (1557 - 1602)
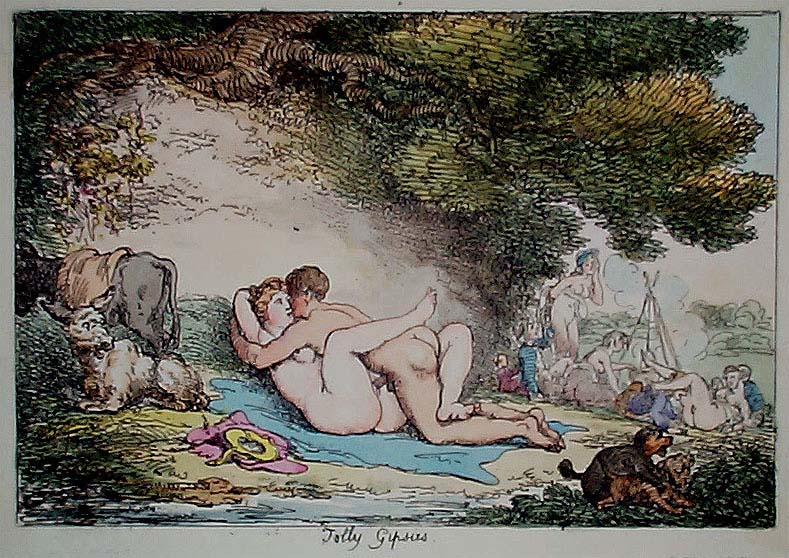
Tranh vẽ một đôi thanh niên nam nữ quan hệ ngoài trời trên một mảnh vải màu xanh
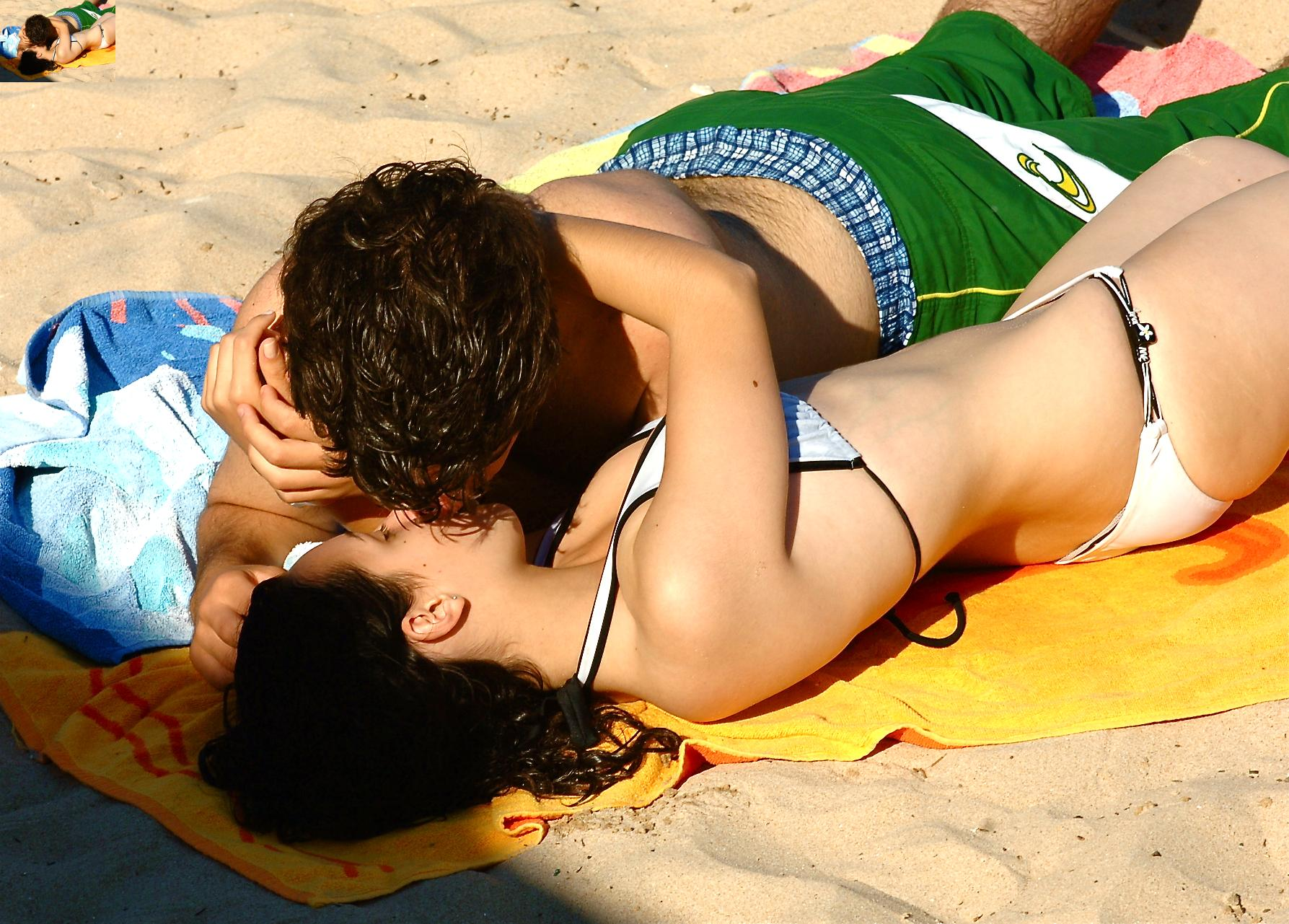
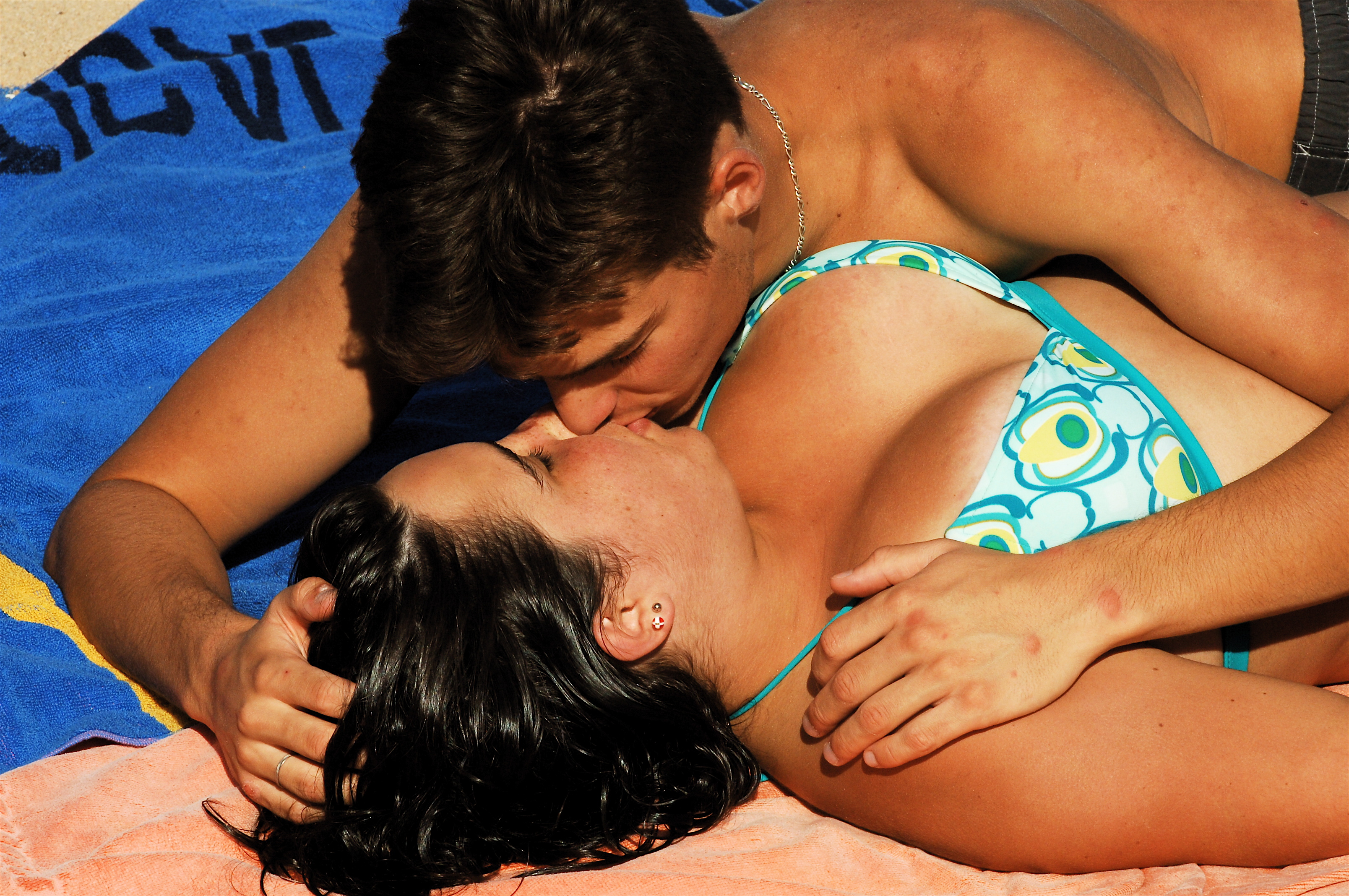
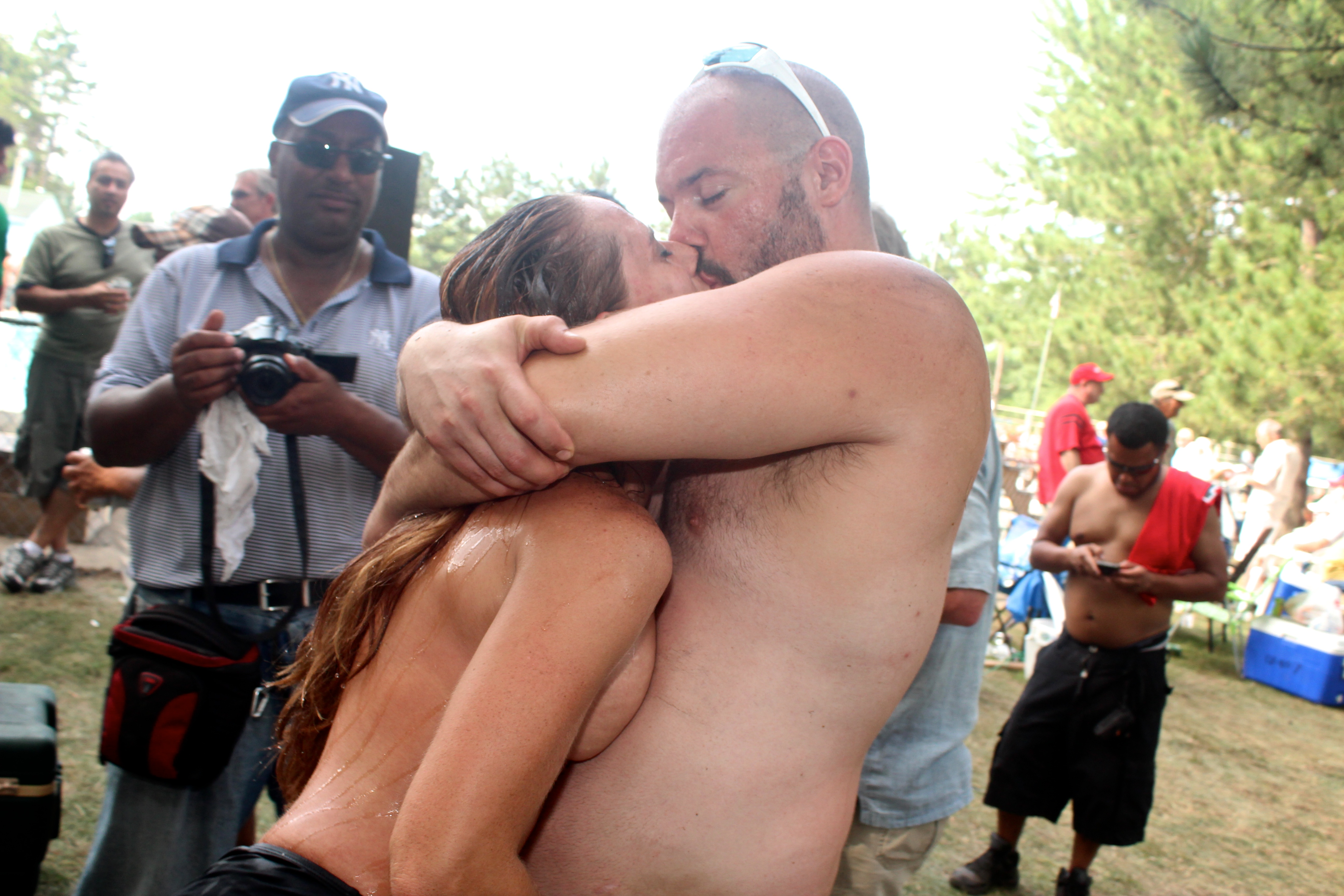
Một cặp đôi cởi trần hôn nhau nơi công cộng, Nudes-A-Poppin', Mỹ, 2013
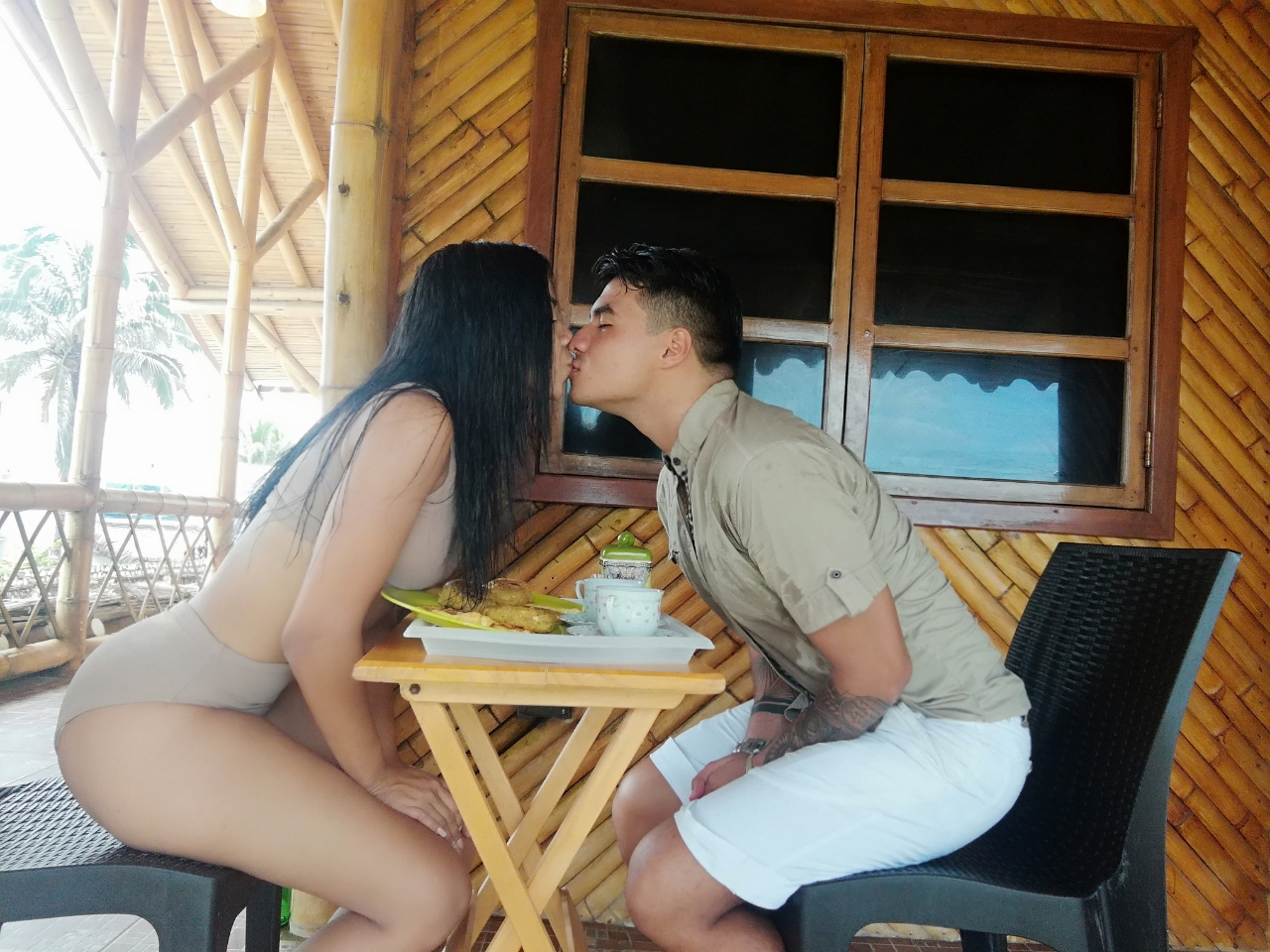
Một cặp đôi hôn nhau trong quán ăn